# Банда, Рупия
Рупия Бвезани Банда (англ. Rupiah Bwezani Banda; 13 февраля 1937, Гванда — 11 марта 2022, Лусака) — четвёртый президент Замбии с 2 ноября 2008 по 23 сентября 2011 года. Был вице-президентом с октября 2006 года.

## Биография
Рупия Банда родился в 1937 году в городе Мико в английской колонии Южная Родезия (прежнее название Зимбабве). После получения независимости страны он достиг высоких постов, уже в 1965 году (ему не было и 30 лет) был назначен послом Замбии в Египте, а в 1967—1969 — послом в США. После этого занимал различные должности, от работы в сфере сельского хозяйства и горного дела до постоянного представителя в ООН и министра иностранных дел. В качестве дипломата участвовал в переговорах, призванных разрешить значимые африканские конфликты — в Анголе (Жонаса Савимби он знал лично и был с ним дружен), в Намибии.
В 2006 году президент Леви Мванаваса пригласил его на пост вице-президента. После инсульта, перенесённого президентом страны Леви Мванавасой 29 июня 2008 года, исполнял обязанности президента страны. Президент Мванаваса скончался 19 августа, в связи с чем были назначены президентские выборы. 1 ноября 2008 года победил на них, набрав 40,1 % голосов. За его основного конкурента, лидера Патриотического фронта Майкла Сата проголосовали 38,1 % избирателей. 2 ноября в Лусаке Рупия Банда принял присягу президента и главнокомандующего Республики Замбия.
Фактически прекратил антикоррупционную кампанию президента Мванавасы, снял обвинения с бывшего президента Чилубы. Позднее сам обвинялся в различных коррупционных эпизодах. Вместе с тем смог наладить внешнеэкономические связи, в частности с Китаем, что послужило началом экспансии китайского бизнеса в Замбию. В то же время правительство Банды критиковалось оппозицией за недостаточный контроль над деятельностью китайских фирм.
Однако уже 23 сентября 2011 года он в результате выборов уступил пост президента страны лидеру Патриотического фронта Майклу Сата. Весной 2013 года он был арестован по обвинению в превышении служебных полномочий в бытность президентом, однако впоследствии был восстановлен его иммунитет как главы государства и судебное преследование прекращено.
Скончался 11 марта 2022 года от рака толстой кишки.